# 가토 아키히데
가토 아키히데(加藤明英)는 오미 미나쿠치 번 제2대 번주, 시모쓰케 미부 번 초대 번주이다. 미나쿠치 번 가토 가문 제4대 당주.
| 전임 가토 아키토모 | 제2대 미나쿠치 번 번주 (미나쿠치 가토 가문) 1684년 ~ 1695년 | 후임 도리이 다다테루 |

| 전임 마쓰다이라 데루사다 | 제1대 미부 번 번주 (미나쿠치 가토 가문) 1695년 ~ 1712년 | 후임 가토 요시노리 |